# Johan Tobias Sergel
Johan Tobias Sergel (né à Stockholm le 28 août 1740, mort dans sa ville natale le 26 février 1814), est un sculpteur et dessinateur suédois.
Il est connu pour le Monument à Lord Mansfield et sa sculpture de Mars et Vénus.

## Collections

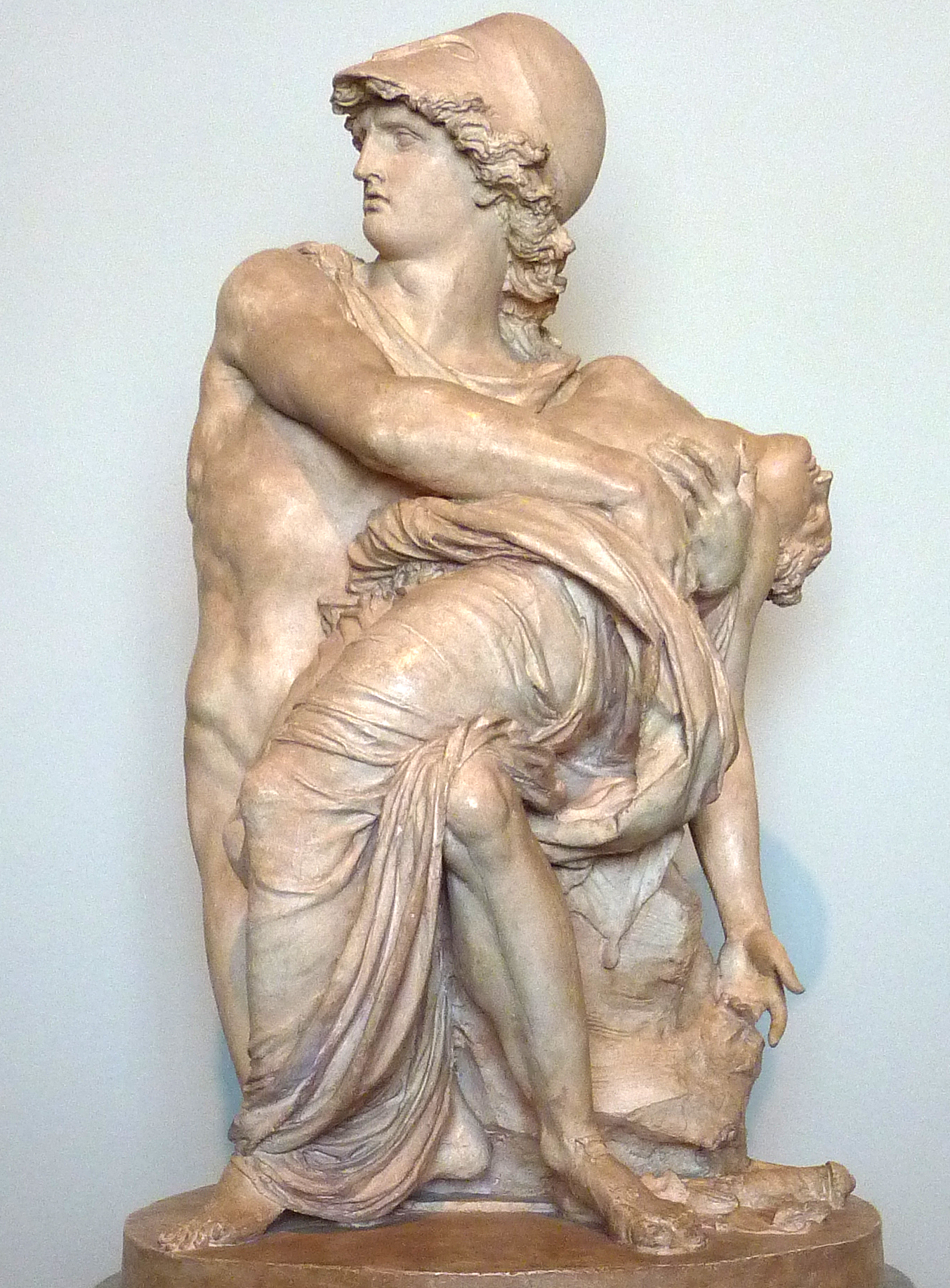
Mars et Vénus, au Musée d'Art de Göteborg, Suède
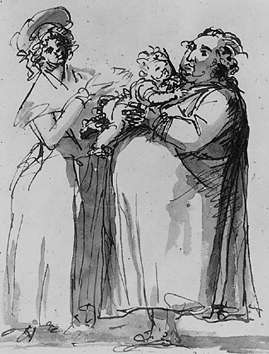
Autoportrait de 1793. Dans ses bras, il a son fils Gustaf, et à gauche sa compagne Anna-Rella Hellström.
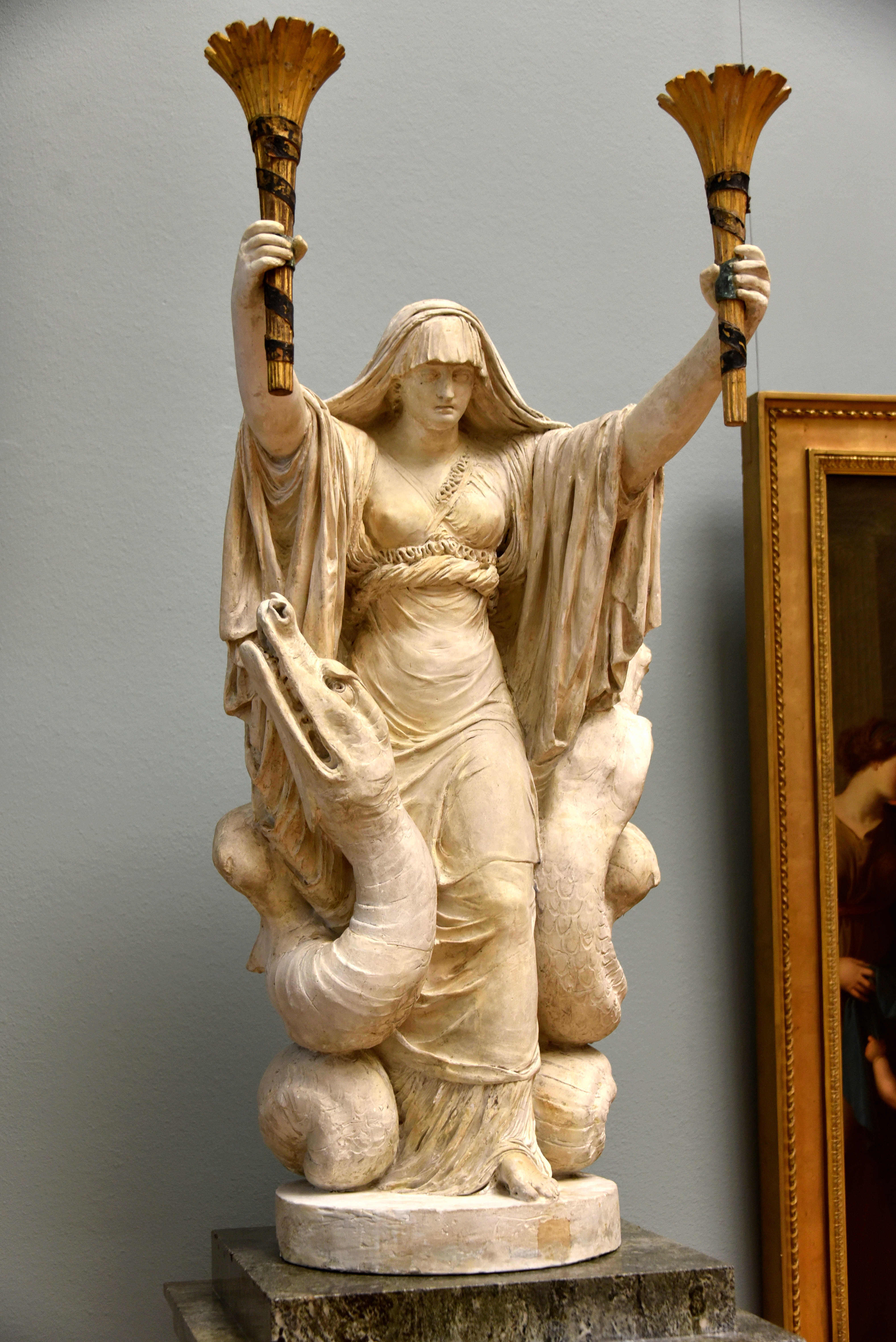
Cérès recherchant Proserpine. 1780. Musée national de Stockholm
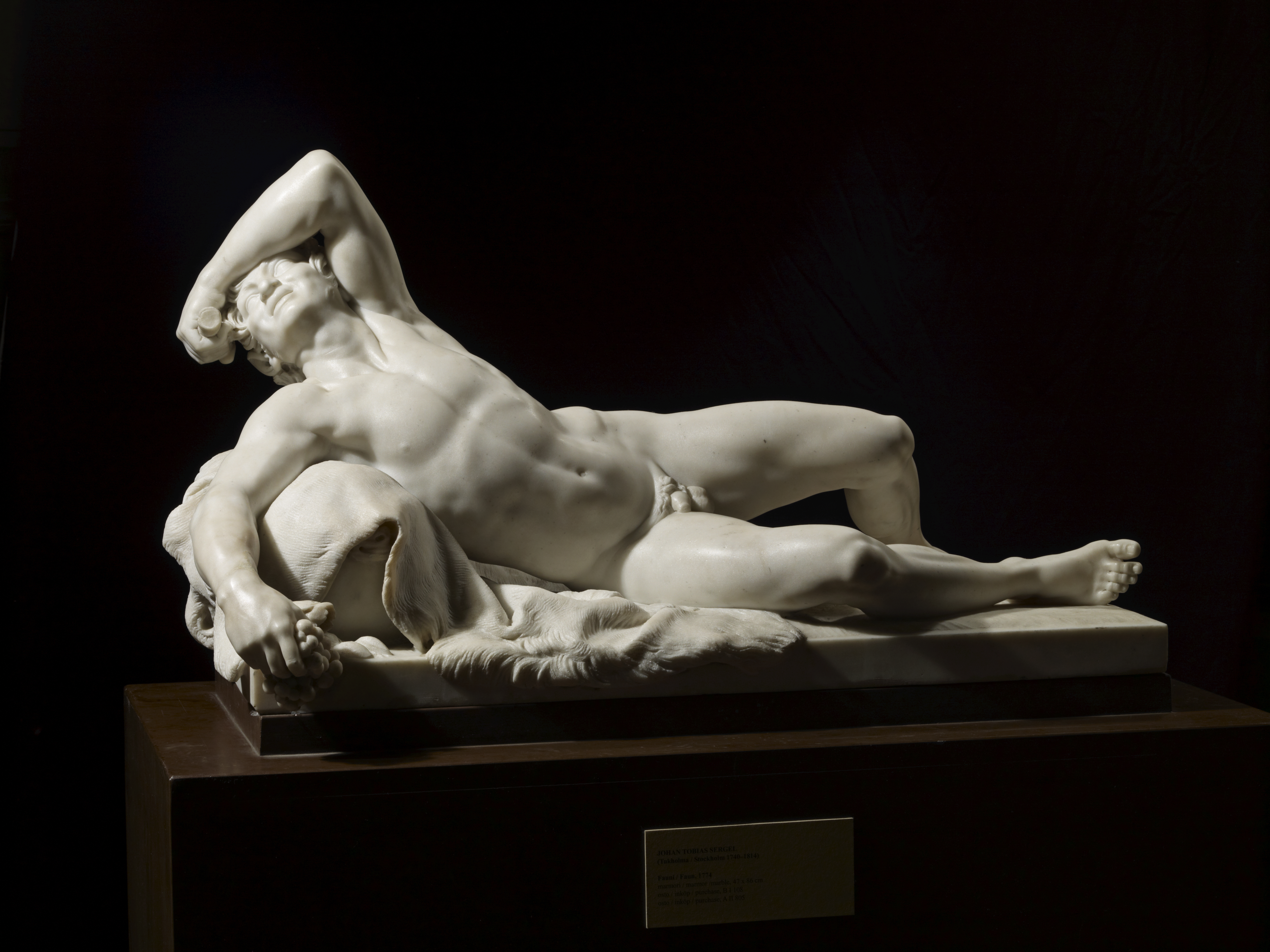
Faune. 1774. Sinebrychoff Art Museum (Helsinki)